# Кад заспу анђели
Кад заспу анђели, позната и као Остани, сингл је хрватског певача Горана Карана, који су написали Зденко Руњић и Ненад Нинчевић. Објављен на његовом другом студијском албуму под називом Вагабундо 2000. године.
Песма је 2000. представљала Хрватску у 45. издању Песме Евровизије захваљујући победи у финалу националног такмичења Дора  Каран је 13. маја наступио као седамнаести у финалу емисије и на крају заузео 9. место. место са 70 бодова.
Поред верзије сингла на хрватском језику, Каран је снимио песму на енглеско
м која се зове Stay with Me.